# Centropus leucogaster
Centropus leucogaster là một loài chim trong họ Cuculidae.